# Strażnica KOP „Czernica”

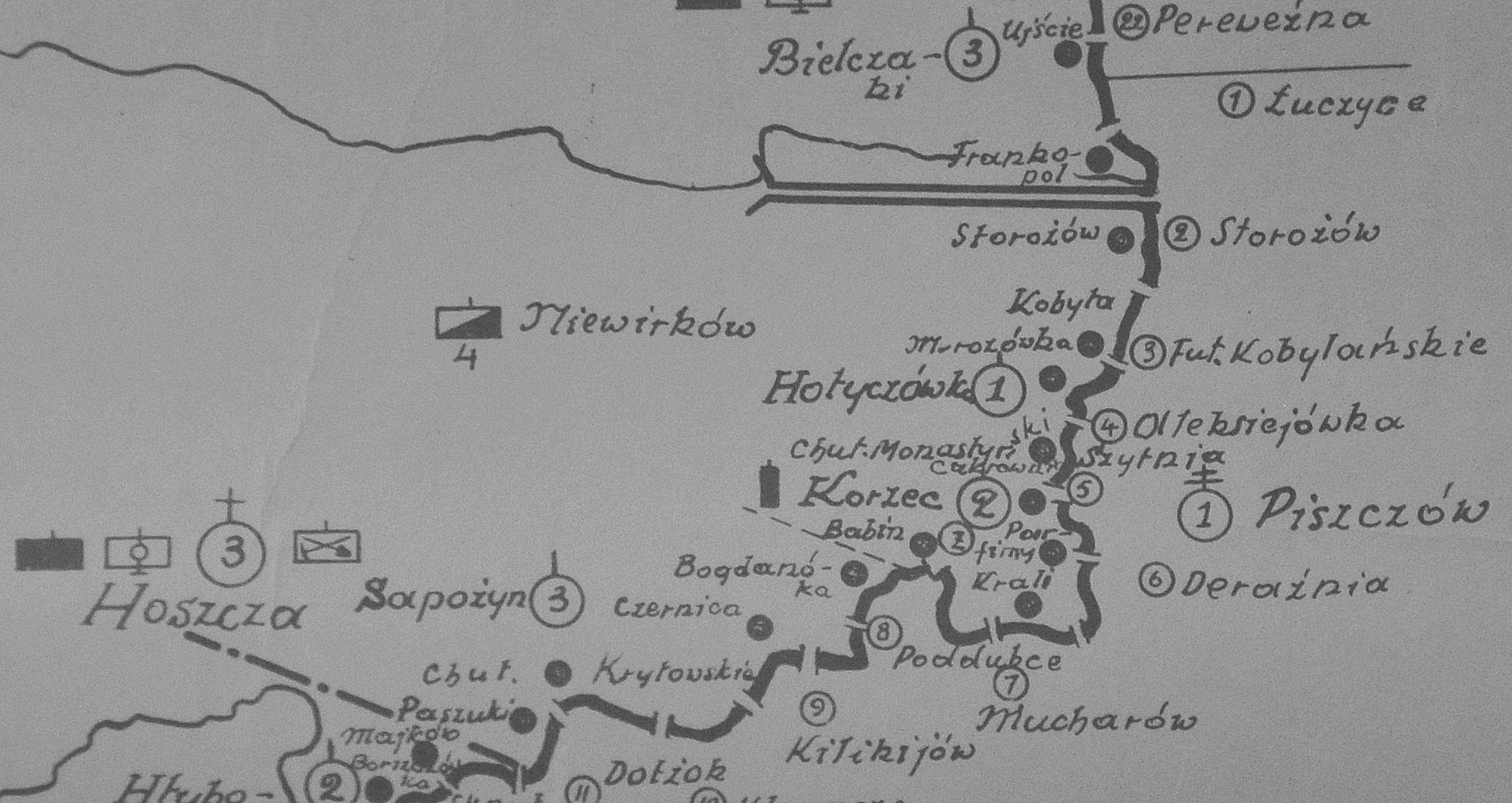
Rozmieszczenie baonu KOP „Hoszcza” w 1931

Strażnica KOP „Czernica” – zasadnicza jednostka organizacyjna Korpusu Ochrony Pogranicza pełniąca służbę ochronną na granicy polsko-sowieckiej.

## Formowanie i zmiany organizacyjne
W 1924, w składzie 1 Brygady Ochrony Pogranicza, został sformowany 3 batalion graniczny. W 1928 w skład batalionu wchodziło 13 strażnic, w tym 101 strażnica KOP „Czernica”  . W latach 1928–1939 w strukturze organizacyjnej 3 kompanii granicznej KOP „Sapożyn” funkcjonowała strażnica KOP „Czernica”  z pułku KOP „Zdołbunów”. Strażnica liczyła około 18 żołnierzy i rozmieszczona była przy linii granicznej z zadaniem bezpośredniej ochrony granicy państwowej.
W 1932 obsada strażnicy zakwaterowana była w budynku KOP. Strażnicę z macierzystą kompanią łączyła droga polna długości 10 km.

## Służba graniczna
Podstawową jednostką taktyczną Korpusu Ochrony Pogranicza przeznaczoną do pełnienia służby ochronnej był batalion graniczny. Odcinek batalionu dzielił się na pododcinki kompanii, a te z kolei na pododcinki strażnic, które były „zasadniczymi jednostkami pełniącymi służbę ochronną”, w sile półplutonu. Służba ochronna pełniona była systemem zmiennym, polegającym na stałym patrolowaniu strefy nadgranicznej, wystawianiu posterunków alarmowych, obserwacyjnych i kontrolnych stałych, patrolowaniu i organizowaniu zasadzek w miejscach rozpoznanych jako niebezpieczne, kontrolowaniu dokumentów i zatrzymywaniu osób podejrzanych, a także utrzymywaniu ścisłej łączności między oddziałami i władzami administracyjnymi.
Strażnica KOP „Czernica” w 1932 ochraniała pododcinek granicy państwowej szerokości 6 kilometrów 325 metrów od słupa granicznego nr 1604 do 1614, a w 1938 pododcinek szerokości 7 kilometrów 373 metrów od słupa granicznego nr 1604 do 1614.
Wydarzenia:
- W meldunku sytuacyjnym z 29 stycznia 1925 napisano: 25 stycznia 1925 zbiegł do bolszewików st. szer. Małyszko i udał się do m. Starożew, gdzie zatrzymała go bolszewicka straż graniczna[16].

Sąsiednie strażnice:
- strażnica KOP „Bogdanówka” ⇔ strażnica KOP „Kryłów” – 1928[4], 1929[5]
- strażnica KOP „Bogdanówka” ⇔ strażnica KOP „Chutor Kryłowskie” – 1931[6] , 1932[7], 1934[8], 1938[9]